# 6. oktober-broen
6. oktober-broen er en ophøjet motorvej i Kairo i Egypten, som går gennem byen og mod Kairo Internationale Lufthavn, 20,5 km væk. Navnet er til minde om udbruddet af Yom Kippur-krigen i 1973. Broen kaldes Kairos rygrad, og er som oftest så tætpakket at det kan tage 45 minutter at køre fra den ene ende til den anden. Den sidste del af vejen åbnede i 1996 efter næsten tredive års byggearbejder.